# 4 Heures de Silverstone FIA GT 1997
Navigation
Édition précédente Édition suivante
Les 4 Heures de Silverstone FIA GT 1997 (officiellement, le FIA Grand Touring Championship Silverstone ou le British Empire Trophy for the FIA GT championship), disputées le 11 mai 1997 sur le circuit de Silverstone, est la deuxième manche du championnat FIA GT 1997.

## Course

### Classement de la course
Classement à l'issue de la course (vainqueurs de catégorie en gras), :
| Pos.   | Catégorie | N° | Écurie                                   | Pilotes                                                  | Châssis                      | Pneus | Tours |
| Pos.   | Catégorie | N° | Écurie                                   | Pilotes                                                  | Moteur                       | Pneus | Tours |
| ------ | --------- | -- | ---------------------------------------- | -------------------------------------------------------- | ---------------------------- | ----- | ----- |
| 1      | GT1       | 9  | BMW Motorsport Schnitzer Motorsport      | Peter Kox Roberto Ravaglia                               | McLaren F1 GTR               | M     | 87    |
| 1      | GT1       | 9  | BMW Motorsport Schnitzer Motorsport      | Peter Kox Roberto Ravaglia                               | BMW S70 6.0L V12             | M     | 87    |
| 2      | GT1       | 11 | AMG-Mercedes                             | Bernd Schneider Alexander Wurz                           | Mercedes-Benz CLK GTR        | B     | 87    |
| 2      | GT1       | 11 | AMG-Mercedes                             | Bernd Schneider Alexander Wurz                           | Mercedes-Benz LS600 6.0L V12 | B     | 87    |
| 3      | GT1       | 8  | BMW Motorsport Schnitzer Motorsport      | JJ Lehto Steve Soper                                     | McLaren F1 GTR               | M     | 87    |
| 3      | GT1       | 8  | BMW Motorsport Schnitzer Motorsport      | JJ Lehto Steve Soper                                     | BMW S70 6.0L V12             | M     | 87    |
| 4      | GT1       | 1  | Gulf Team Davidoff GTC Racing            | Andrew Gilbert-Scott Pierre-Henri Raphanel Ray Bellm     | McLaren F1 GTR               | M     | 87    |
| 4      | GT1       | 1  | Gulf Team Davidoff GTC Racing            | Andrew Gilbert-Scott Pierre-Henri Raphanel Ray Bellm     | BMW S70 6.0L V12             | M     | 87    |
| 5      | GT1       | 6  | Porsche AG                               | Hans-Joachim Stuck Thierry Boutsen                       | Porsche 911 GT1              | M     | 87    |
| 5      | GT1       | 6  | Porsche AG                               | Hans-Joachim Stuck Thierry Boutsen                       | Porsche 3.2L Turbo Flat-6    | M     | 87    |
| 6      | GT1       | 27 | Parabolica Motorsport                    | Chris Goodwin Gary Ayles                                 | McLaren F1 GTR               | M     | 87    |
| 6      | GT1       | 27 | Parabolica Motorsport                    | Chris Goodwin Gary Ayles                                 | BMW S70 6.0L V12             | M     | 87    |
| 7      | GT1       | 18 | Schübel Engineering                      | Pedro Lamy Bob Wollek                                    | Porsche 911 GT1              | M     | 84    |
| 7      | GT1       | 18 | Schübel Engineering                      | Pedro Lamy Bob Wollek                                    | Porsche 3.2L Turbo Flat-6    | M     | 84    |
| 8      | GT2       | 52 | Viper Team Oreca                         | Justin Bell Tommy Archer                                 | Chrysler Viper GTS-R         | M     | 83    |
| 8      | GT2       | 52 | Viper Team Oreca                         | Justin Bell Tommy Archer                                 | Chrysler 8.0L V10            | M     | 83    |
| 9      | GT1       | 2  | Gulf Team Davidoff GTC Racing            | John Nielsen Thomas Bscher                               | McLaren F1 GTR               | M     | 83    |
| 9      | GT1       | 2  | Gulf Team Davidoff GTC Racing            | John Nielsen Thomas Bscher                               | BMW S70 6.0L V12             | M     | 83    |
| 10     | GT2       | 56 | Roock Racing                             | Claudia Hürtgen Bruno Eichmann Ni Amorim                 | Porsche 911 GT2              | M     | 83    |
| 10     | GT2       | 56 | Roock Racing                             | Claudia Hürtgen Bruno Eichmann Ni Amorim                 | Porsche 3.6L Turbo Flat-6    | M     | 83    |
| 11     | GT2       | 51 | Viper Team Oreca                         | Philippe Gache Olivier Beretta                           | Chrysler Viper GTS-R         | M     | 82    |
| 11     | GT2       | 51 | Viper Team Oreca                         | Philippe Gache Olivier Beretta                           | Chrysler 8.0L V10            | M     | 82    |
| 12     | GT1       | 26 | Konrad Motorsport                        | Franz Konrad Mauro Baldi                                 | Porsche 911 GT1              | P     | 82    |
| 12     | GT1       | 26 | Konrad Motorsport                        | Franz Konrad Mauro Baldi                                 | Porsche 3.2L Turbo Flat-6    | P     | 82    |
| 13     | GT1       | 5  | David Price Racing                       | David Brabham Perry McCarthy                             | Panoz Esperante GTR-1        | G     | 81    |
| 13     | GT1       | 5  | David Price Racing                       | David Brabham Perry McCarthy                             | Ford (Roush) 6.0L V8         | G     | 81    |
| 14     | GT1       | 19 | Martin Veyhle Racing (MVR)               | Gerd Ruch Alexander Grau                                 | McLaren F1 GTR               | G     | 80    |
| 14     | GT1       | 19 | Martin Veyhle Racing (MVR)               | Gerd Ruch Alexander Grau                                 | BMW S70 6.1L V12             | G     | 80    |
| 15     | GT2       | 64 | Kremer Racing                            | Tomás Saldaña Alfonso de Orléans Carl Rosenblad          | Porsche 911 GT2              | G     | 80    |
| 15     | GT2       | 64 | Kremer Racing                            | Tomás Saldaña Alfonso de Orléans Carl Rosenblad          | Porsche 3.6L Turbo Flat-6    | G     | 80    |
| 16     | GT2       | 65 | RWS                                      | Raffaele Sangiuolo Luca Riccitelli Charles Margueron     | Porsche 911 GT2              | ?     | 79    |
| 16     | GT2       | 65 | RWS                                      | Raffaele Sangiuolo Luca Riccitelli Charles Margueron     | Porsche 3.6L Turbo Flat-6    | ?     | 79    |
| 17     | GT2       | 68 | Rennsport Italia                         | Angelo Zadra Renato Mastropietro (en) Leonardo Maddalena | Porsche 911 GT2              | ?     | 78    |
| 17     | GT2       | 68 | Rennsport Italia                         | Angelo Zadra Renato Mastropietro (en) Leonardo Maddalena | Porsche 3.6L Turbo Flat-6    | ?     | 78    |
| 18     | GT2       | 76 | EMKA Racing                              | Steve O'Rourke Tim Sugden Win Percy                      | Porsche 911 GT2              | ?     | 78    |
| 18     | GT2       | 76 | EMKA Racing                              | Steve O'Rourke Tim Sugden Win Percy                      | Porsche 3.6L Turbo Flat-6    | ?     | 78    |
| 19     | GT2       | 57 | Roock Racing                             | François Lafon Jean-Marc Smadja Stéphane Ortelli         | Porsche 911 GT2              | M     | 78    |
| 19     | GT2       | 57 | Roock Racing                             | François Lafon Jean-Marc Smadja Stéphane Ortelli         | Porsche 3.6L Turbo Flat-6    | M     | 78    |
| 20     | GT2       | 66 | Konrad Motorsport                        | Toni Seiler Marco Spinelli Robert Nearn                  | Porsche 911 GT2              | P     | 78    |
| 20     | GT2       | 66 | Konrad Motorsport                        | Toni Seiler Marco Spinelli Robert Nearn                  | Porsche 3.6L Turbo Flat-6    | P     | 78    |
| 21     | GT2       | 53 | Chamberlain Engineering                  | Hans Hugenholtz Jari Nurminen                            | Chrysler Viper GTS-R         | G     | 77    |
| 21     | GT2       | 53 | Chamberlain Engineering                  | Hans Hugenholtz Jari Nurminen                            | Chrysler 8.0L V10            | G     | 77    |
| 22     | GT2       | 54 | Chamberlain Engineering                  | Richard Dean Peter Hardman                               | Chrysler Viper GTS-R         | G     | 77    |
| 22     | GT2       | 54 | Chamberlain Engineering                  | Richard Dean Peter Hardman                               | Chrysler 8.0L V10            | G     | 77    |
| 23     | GT2       | 62 | Stadler Motorsport                       | Uwe Sick Denis Lay Axel Röhr                             | Porsche 911 GT2              | P     | 77    |
| 23     | GT2       | 62 | Stadler Motorsport                       | Uwe Sick Denis Lay Axel Röhr                             | Porsche 3.6L Turbo Flat-6    | P     | 77    |
| 24     | GT2       | 60 | Marcos Racing International              | John Schumann Christian Vann                             | Marcos LM600                 | D     | 77    |
| 24     | GT2       | 60 | Marcos Racing International              | John Schumann Christian Vann                             | Chevrolet 5.9L V8            | D     | 77    |
| 25     | GT2       | 55 | Karl Augustin                            | Helmut Reis Hans-Jörg Hofer                              | Porsche 911 GT2              | G     | 76    |
| 25     | GT2       | 55 | Karl Augustin                            | Helmut Reis Hans-Jörg Hofer                              | Porsche 3.6L Turbo Flat-6    | G     | 76    |
| 26     | GT1       | 31 | Karl Augustin                            | Karl Augustin Horst Felbermayr Stefano Buttiero          | Porsche 911 GT2 Evo          | G     | 76    |
| 26     | GT1       | 31 | Karl Augustin                            | Karl Augustin Horst Felbermayr Stefano Buttiero          | Porsche 3.6L Turbo Flat-6    | G     | 76    |
| 27     | GT2       | 63 | Krauss Motorsport                        | Michael Trunk Bernhard Müller                            | Porsche 911 GT2              | P     | 76    |
| 27     | GT2       | 63 | Krauss Motorsport                        | Michael Trunk Bernhard Müller                            | Porsche 3.6L Turbo Flat-6    | P     | 76    |
| 28     | GT2       | 75 | G-Force Strandell                        | John Greasley Geoff Lister                               | Porsche 911 GT2              | D     | 75    |
| 28     | GT2       | 75 | G-Force Strandell                        | John Greasley Geoff Lister                               | Porsche 3.6L Turbo Flat-6    | D     | 75    |
| 29     | GT2       | 58 | Estoril Racing                           | Michel Monteiro Manuel Monteiro                          | Porsche 911 GT2              | ?     | 73    |
| 29     | GT2       | 58 | Estoril Racing                           | Michel Monteiro Manuel Monteiro                          | Porsche 3.6L Turbo Flat-6    | ?     | 73    |
| 30     | GT2       | 50 | Agusta Racing Team                       | Rocky Agusta Almo Coppelli                               | Callaway Corvette LM-GT      | D     | 70    |
| 30     | GT2       | 50 | Agusta Racing Team                       | Rocky Agusta Almo Coppelli                               | Chevrolet 6.3L V8            | D     | 70    |
| 31     | GT2       | 79 | Saleen-Allen Speedlab Cirtek Motorsport  | Peter Owen James Kaye Richard Piper                      | Saleen Mustang RRR           | D     | 68    |
| 31     | GT2       | 79 | Saleen-Allen Speedlab Cirtek Motorsport  | Peter Owen James Kaye Richard Piper                      | Ford 5.9L V8                 | D     | 68    |
| 32     | GT1       | 10 | AMG-Mercedes                             | Alessandro Nannini Marcel Tiemann                        | Mercedes-Benz CLK GTR        | B     | 68    |
| 32     | GT1       | 10 | AMG-Mercedes                             | Alessandro Nannini Marcel Tiemann                        | Mercedes-Benz LS600 6.0L V12 | B     | 68    |
| 33     | GT2       | 80 | Morgan Motor Company                     | Charles Morgan William Wykeham                           | Morgan Plus 8 GTR            | D     | 66    |
| 33     | GT2       | 80 | Morgan Motor Company                     | Charles Morgan William Wykeham                           | Rover V8 3.9L V8             | D     | 66    |
| 34     | GT2       | 78 | Saleen-Allen Speedlab Cirtek Motorsport  | Robert Schirle James Warnock Allen Lloyd                 | Saleen Mustang RRR           | D     | 65    |
| 34     | GT2       | 78 | Saleen-Allen Speedlab Cirtek Motorsport  | Robert Schirle James Warnock Allen Lloyd                 | Ford 5.9L V8                 | D     | 65    |
| 35     | GT1       | 24 | GBF UK Ltd.                              | Mauro Martini Andrea Boldrini                            | Lotus Elise GT1              | M     | 63    |
| 35     | GT1       | 24 | GBF UK Ltd.                              | Mauro Martini Andrea Boldrini                            | Lotus 3.5L Turbo V8          | M     | 63    |
| 36 DNF | GT1       | 16 | Roock Racing                             | Ralf Kelleners Yannick Dalmas                            | Porsche 911 GT1              | M     | 48    |
| 36 DNF | GT1       | 16 | Roock Racing                             | Ralf Kelleners Yannick Dalmas                            | Porsche 3.2L Turbo Flat-6    | M     | 48    |
| 37 DNF | GT1       | 23 | GBF UK Ltd.                              | Luca Badoer Mimmo Schiattarella                          | Lotus Elise GT1              | M     | 46    |
| 37 DNF | GT1       | 23 | GBF UK Ltd.                              | Luca Badoer Mimmo Schiattarella                          | Lotus 3.5L Turbo V8          | M     | 46    |
| 38 DNF | GT1       | 13 | Lotus Racing Franck Muller Giroix Racing | Fabien Giroix Jean-Denis Delétraz                        | Lotus Elise GT1              | P     | 45    |
| 38 DNF | GT1       | 13 | Lotus Racing Franck Muller Giroix Racing | Fabien Giroix Jean-Denis Delétraz                        | Chevrolet LT5 6.0L V8        | P     | 45    |
| 39 DNF | GT2       | 59 | Marcos Racing International              | Cor Euser Harald Becker                                  | Marcos LM600                 | D     | 45    |
| 39 DNF | GT2       | 59 | Marcos Racing International              | Cor Euser Harald Becker                                  | Chevrolet 5.9L V8            | D     | 45    |
| 40 DNF | GT1       | 15 | Lotus Racing Franck Muller Giroix Racing | Maurizio Sandro Sala Ratanakul Prutirat                  | Lotus Elise GT1              | P     | 41    |
| 40 DNF | GT1       | 15 | Lotus Racing Franck Muller Giroix Racing | Maurizio Sandro Sala Ratanakul Prutirat                  | Chevrolet LT5 6.0L V8        | P     | 41    |
| 41 DNF | GT2       | 70 | Dellenbach Motorsport                    | Manfred Jurasz Rainer Bonnetsmüller                      | Porsche 911 GT2              | D     | 33    |
| 41 DNF | GT2       | 70 | Dellenbach Motorsport                    | Manfred Jurasz Rainer Bonnetsmüller                      | Porsche 3.6L Turbo Flat-6    | D     | 33    |
| 42 DNF | GT2       | 77 | Saleen-Allen Speedlab Cirtek Motorsport  | Steve Saleen Price Cobb Carlos Palau                     | Saleen Mustang RRR           | D     | 17    |
| 42 DNF | GT2       | 77 | Saleen-Allen Speedlab Cirtek Motorsport  | Steve Saleen Price Cobb Carlos Palau                     | Ford 5.9L V8                 | D     | 17    |
| 43 DNF | GT1       | 14 | Lotus Racing Franck Muller Giroix Racing | Jan Lammers Mike Hezemans                                | Lotus Elise GT1              | P     | 15    |
| 43 DNF | GT1       | 14 | Lotus Racing Franck Muller Giroix Racing | Jan Lammers Mike Hezemans                                | Chevrolet LT5 6.0L V8        | P     | 15    |
| 44 DNF | GT1       | 20 | DAMS Panoz                               | Franck Lagorce Éric Bernard                              | Panoz Esperante GTR-1        | M     | 7     |
| 44 DNF | GT1       | 20 | DAMS Panoz                               | Franck Lagorce Éric Bernard                              | Ford (Roush) 6.0L V8         | M     | 7     |
| 45 DNF | GT1       | 4  | David Price Racing                       | Andy Wallace James Weaver                                | Panoz Esperante GTR-1        | G     | 4     |
| 45 DNF | GT1       | 4  | David Price Racing                       | Andy Wallace James Weaver                                | Ford (Roush Racing) 6.0L V8  | G     | 4     |
| 46 DNF | GT1       | 17 | JB Racing                                | Emmanuel Collard Jürgen von Gartzen                      | Porsche 911 GT1              | M     | 0     |
| 46 DNF | GT1       | 17 | JB Racing                                | Emmanuel Collard Jürgen von Gartzen                      | Porsche 3.2L Turbo Flat-6    | M     | 0     |
| 47 DNF | GT1       | 22 | BMS Scuderia Italia                      | Pierluigi Martini Christian Pescatori                    | Porsche 911 GT1              | P     | 0     |
| 47 DNF | GT1       | 22 | BMS Scuderia Italia                      | Pierluigi Martini Christian Pescatori                    | Porsche 3.2L Turbo Flat-6    | P     | 0     |
| DNS    | GT1       | 3  | Gulf Team Davidoff GTC Racing            | Jean-Marc Gounon Pierre-Henri Raphanel                   | McLaren F1 GTR               | M     | –     |
| DNS    | GT1       | 3  | Gulf Team Davidoff GTC Racing            | Jean-Marc Gounon Pierre-Henri Raphanel                   | BMW S70 6.0L V12             | M     | –     |
| DNS    | GT2       | 69 | Proton Competition                       | Gerold Ried Patrick Vuillaume                            | Porsche 911 GT2              | P     | –     |
| DNS    | GT2       | 69 | Proton Competition                       | Gerold Ried Patrick Vuillaume                            | Porsche 3.6L Turbo Flat-6    | P     | –     |